# Avortement au Bhoutan
L'avortement au Bhoutan est légal dans les cas d'un viol, d'un inceste, pour préserver la santé mentale de la femme ou lui sauver la vie. Cependant, le rapport des Nations unies sur l'avortement note que le statut exact de la loi sur l'avortement du pays est incertain : « Parce que la religion d'État du Bhoutan est le bouddhisme, qui désapprouve l'avortement, il est probable que la procédure n'est autorisée que pour sauver la vie de la femme enceinte. »

## Conditions d'accès
Des conditions supplémentaires réglementent le droit à l'avortement. La demande d'interruption de grossesse ne peut se faire sans le consentement de l'époux ou des parents dans le cas d'une femme mineure. 

## Impact
L'accès à l'avortement étant difficile à obtenir pour les femmes au Bhoutan, elles traversent souvent la frontière vers l'Inde où elles avortent dans des conditions dangereuses. Le danger et les décès qui en résultent conduisent à faire pression pour la légalisation et la dépénalisation de l'avortement pour les femmes bhoutanaises. L'épidémie de Covid-19 met en évidence la difficulté des femmes bhoutanaises devant se faire avorter, lorsque la fermeture des frontières entraînent le recensement de nombreux cas d'avortements, à même la rue. 